# Lijst van voetbalinterlands Ghana - Nigeria
Deze lijst van voetbalinterlands is een overzicht van alle officiële voetbalwedstrijden tussen de nationale teams van Ghana en Nigeria. De landen hebben tot op heden 55 keer tegen elkaar gespeeld. De eerste ontmoeting was een kwalificatiewedstrijd voor het Wereldkampioenschap voetbal 1962 op 28 augustus 1960 in Accra. Het laatste duel, een vriendschappelijke wedstrijd, werd gespeeld op 28 mei 2025 in Brentford (Verenigd Koninkrijk).

## Wedstrijden
| №  | Plaats        | Datum             | Competitie                                        | Wedstrijd       | Uitslag |
| -- | ------------- | ----------------- | ------------------------------------------------- | --------------- | ------- |
| 1  | Accra         | 28 augustus 1960  | WK 1962 kwalificatie                              | Ghana − Nigeria | 4 − 1   |
| 2  | Lagos         | 10 september 1960 | WK 1962 kwalificatie                              | Nigeria − Ghana | 2 − 2   |
| 3  | Lagos         | 9 oktober 1960    | Vriendschappelijk                                 | Nigeria − Ghana | 0 − 3   |
| 4  | Lagos         | 29 oktober 1960   | Vriendschappelijk                                 | Nigeria − Ghana | 1 − 1   |
| 5  | Lagos         | 8 april 1961      | Afrika Cup 1962 kwalificatie                      | Nigeria − Ghana | 0 − 0   |
| 6  | Accra         | 30 april 1961     | Afrika Cup 1962 kwalificatie                      | Ghana − Nigeria | 2 − 2   |
| 7  | Accra         | 1 juni 1961       | Vriendschappelijk                                 | Ghana − Nigeria | 3 − 0   |
| 8  | Accra         | 17 December 1961  | Vriendschappelijk                                 | Ghana − Nigeria | 5 − 1   |
| 9  | Lagos         | 10 november 1962  | Vriendschappelijk                                 | Nigeria − Ghana | 0 − 0   |
| 10 | Accra         | 23 februari 1969  | Vriendschappelijk                                 | Ghana − Nigeria | 5 − 0   |
| 11 | Lagos         | 30 oktober 1965   | Vriendschappelijk                                 | Nigeria − Ghana | 0 − 4   |
| 12 | Accra         | 7 november 1965   | Vriendschappelijk                                 | Ghana − Nigeria | 3 − 0   |
| 13 | Lagos         | 28 januari 1967   | Vriendschappelijk                                 | Nigeria − Ghana | 2 − 2   |
| 14 | Accra         | 12 februari 1967  | Vriendschappelijk                                 | Ghana − Nigeria | 2 − 0   |
| 15 | Accra         | 28 september 1967 | Vriendschappelijk                                 | Ghana − Nigeria | 1 − 1   |
| 16 | Accra         | 21 oktober 1967   | Vriendschappelijk                                 | Ghana − Nigeria | 2 − 1   |
| 17 | Lagos         | 23 december 1967  | Vriendschappelijk                                 | Nigeria − Ghana | 2 − 2   |
| 18 | Lagos         | 10 mei 1969       | WK 1970 kwalificatie                              | Nigeria − Ghana | 2 − 1   |
| 19 | Accra         | 18 mei 1969       | WK 1970 kwalificatie                              | Ghana − Nigeria | 1 − 1   |
| 20 | Lagos         | 8 januari 1973    | Afrikaanse Spelen 1973                            | Nigeria − Ghana | 4 − 2   |
| 21 | Lagos         | 10 februari 1973  | WK 1974 kwalificatie                              | Nigeria − Ghana | 0 − 2   |
| 22 | Accra         | 25 februari 1973  | WK 1974 kwalificatie                              | Ghana − Nigeria | 0 − 0   |
| 23 | Lagos         | 11 augustus 1974  | Vriendschappelijk                                 | Nigeria − Ghana | 1 − 1   |
| 24 | Lagos         | 17 augustus 1974  | Vriendschappelijk                                 | Nigeria − Ghana | 0 − 1   |
| 25 | Accra         | 24 augustus 1975  | Vriendschappelijk                                 | Ghana − Nigeria | 1 − 2   |
| 26 | Accra         | 31 augustus 1975  | Vriendschappelijk                                 | Ghana − Nigeria | 3 − 0   |
| 27 | Lagos         | 4 september 1977  | Vriendschappelijk                                 | Nigeria − Ghana | 2 − 1   |
| 28 | Accra         | 8 maart 1978      | Afrika Cup 1978                                   | Ghana − Nigeria | 1 − 1   |
| 29 | Algiers       | 21 juli 1978      | Afrikaanse Spelen 1978                            | Ghana − Nigeria | 0 − 0   |
| 30 | Addis Abeba   | 1 mei 1983        | Vriendschappelijk                                 | Ghana − Nigeria | 1 − 0   |
| 31 | Bouaké        | 5 maart 1984      | Afrika Cup 1984                                   | Ghana − Nigeria | 1 − 2   |
| 32 | Kumasi        | 2 september 1990  | Afrika Cup 1992 kwalificatie                      | Ghana − Nigeria | 1 − 0   |
| 33 | Lagos         | 13 april 1991     | Afrika Cup 1992 kwalificatie                      | Nigeria − Ghana | 0 − 0   |
| 34 | Dakar         | 23 januari 1992   | Afrika Cup 1992                                   | Nigeria − Ghana | 1 − 2   |
| 35 | Lagos         | 9 maart 1994      | Vriendschappelijk                                 | Nigeria − Ghana | 0 − 0   |
| 36 | Lagos         | 28 augustus 1999  | Vriendschappelijk                                 | Nigeria − Ghana | 0 − 0   |
| 37 | Accra         | 11 maart 2001     | WK 2002 kwalificatie                              | Ghana − Nigeria | 0 − 0   |
| 38 | Port Harcourt | 29 juli 2001      | WK 2002 kwalificatie                              | Nigeria − Ghana | 3 − 0   |
| 39 | Bamako        | 3 februari 2002   | Afrika Cup 2002                                   | Nigeria − Ghana | 1 − 0   |
| 40 | Accra         | 15 december 2002  | Vriendschappelijk                                 | Ghana − Nigeria | 0 − 1   |
| 41 | Abuja         | 30 mei 2003       | Vriendschappelijk                                 | Nigeria − Ghana | 3 − 1   |
| 42 | Port Said     | 23 januari 2006   | Afrika Cup 2006                                   | Nigeria − Ghana | 1 − 0   |
| 43 | Londen        | 6 februari 2007   | Vriendschappelijk                                 | Nigeria − Ghana | 1 − 4   |
| 44 | Accra         | 3 februari 2008   | Afrika Cup 2008                                   | Ghana − Nigeria | 2 − 1   |
| 45 | Luanda        | 28 januari 2010   | Afrika Cup 2010                                   | Ghana − Nigeria | 1 − 0   |
| 46 | Watford       | 11 oktober 2011   | Vriendschappelijk                                 | Ghana − Nigeria | 0 − 0   |
| 47 | Bloemfontein  | 29 januari 2014   | African Championship of Nations 2014              | Nigeria − Ghana | 0 − 0   |
| 48 | Kumasi        | 25 maart 2022     | WK 2022 kwalificatie                              | Ghana − Nigeria | 0 − 0   |
| 49 | Abuja         | 29 maart 2022     | WK 2022 kwalificatie                              | Nigeria − Ghana | 1 − 1   |
| 50 | Cape Coast    | 28 augustus 2022  | African Championship of Nations 2022 kwalificatie | Ghana − Nigeria | 2 − 0   |
| 51 | Abuja         | 3 september 2022  | African Championship of Nations 2022 kwalificatie | Nigeria − Ghana | 2 − 0   |
| 52 | Marrakesh     | 22 maart 2024     | Vriendschappelijk                                 | Nigeria − Ghana | 2 − 1   |
| 53 | Accra         | 22 december 2024  | African Championship of Nations 2024 kwalificatie | Ghana − Nigeria | 0 − 0   |
| 54 | Uyo           | 28 december 2024  | African Championship of Nations 2024 kwalificatie | Nigeria − Ghana | 3 − 1   |
| 55 | Brentford     | 28 mei 2025       | Vriendschappelijk                                 | Nigeria − Ghana | 2 − 1   |

## Samenvatting
| Competitie                                   | Totaal gespeeld | Winst Ghana | Gelijk | Winst Nigeria | Doelsaldo Ghana – Nigeria |
| -------------------------------------------- | --------------- | ----------- | ------ | ------------- | ------------------------- |
| WK-kwalificatie                              | 10              | 2           | 6      | 2             | 11 − 10                   |
| Afrika Cup                                   | 7               | 3           | 1      | 3             | 7 − 7                     |
| Afrika Cup-kwalificatie                      | 4               | 1           | 3      | 0             | 3 − 2                     |
| African Championship of Nations              | 1               | 0           | 1      | 0             | 0 − 0                     |
| African Championship of Nations-kwalificatie | 4               | 1           | 1      | 2             | 3 − 5                     |
| Afrikaanse Spelen                            | 2               | 0           | 1      | 1             | 2 − 4                     |
| Vriendschappelijk                            | 27              | 12          | 9      | 6             | 54 − 30                   |
| Totaal                                       | 55              | 19          | 22     | 14            | 74 − 50                   |

## Details

### Eerste ontmoeting
| WK 1962 kwalificatie (Accra, Ghana, 28 augustus 1960): |              | |
| Ghana | 4 – 1        | Nigeria |
| Edward Acquah 18' Edward Boateng 44' Edward Aggrey-Fynn 54' Mohamadu Salisu 55'                                                                                     | goals        | 50' Dejo Fayemi |
| Andreas Sjöberg | bondscoach   | Moshe Beth-Halevi |
| Addoquaye Laryea Ben Simmons Emmanuel Oblitey Mamah Ankrah Charles Odametey Nassamu Tanko Baba Yara Edward Acquah Edward Aggrey-Fynn Edward Boateng Mohamadu Salisu | opstellingen | Olu Onagoruwa Cyril Nwaseji Fabian Duru Godwin Ejimofobiri Dan Anyiam Godwin Achebe Lawrence Omeokachie Godwin Emenako Dejo Fayemi Edwin Nnamoko Asquo Ekpe |

### Tweede ontmoeting
| WK 1962 kwalificatie (Lagos, Nigeria, 10 september 1960):                                                                                          |              | |
| Nigeria | 2 – 2        | Ghana |
| Godwin Emenako 28' Dejo Fayemi 75' | goals        | 14' Edward Acquah 83' Edward Acquah |
| Moshe Beth-Halevi | bondscoach   | Andreas Sjöberg |
| Clement Andre Cletus Onyeama Godwin Achebe Dan Anyiam John Onyeador Fabian Duru Asquo Ekpe Godwin Emanako Boniface Okoro Dejo Fayemi Amusah Shittu | opstellingen | Edward Ankrah Ben Simmons Emmanuel Oblitey Mamah Ankrah Charles Odametey Joe Aikins Baba Yara Edward Acquaye Edward Aggrey-Fynn Wilberforce Mfum Mohamadu Salisu |

### 34ste ontmoeting
| Halve finale Afrika Cup 1992 (Dakar, Senegal, 23 januari 1992): |       |                                  |
| Nigeria                                                         | 1 – 2 | Ghana                            |
| Mutiu Adepoju 11'                                               | goals | 43' Abedi Pele 54' Prince Polley |

### 45ste ontmoeting
| Halve finale Afrika Cup 2010 (Luanda, Angola, 28 januari 2010): |              | |
| Ghana | 1 – 0        | Nigeria |
| Asamoah Gyan 21' | goals        | |
| Milovan Rajevac | bondscoach   | Shuaibu Amodu |
| Richard Kingson Hans Sarpei 54' Samuel Inkoom Lee Addy Isaac Vorsah Anthony Annan Kwadwo Asamoah Asamoah Gyan 85' Opoku Agyemang 31' André Ayew Emmanuel Agyemang-Badu | opstellingen | Vincent Enyeama Obinna Nwaneri Danny Shittu 80' Mohamed Yusuf Elderson Echiéjilé John Obi Mikel 67' Ayila Yussuf Sani Kaita Chinedu Obasi Obafemi Martins 70' Peter Odemwingie |
| Draman Haminu 31' Rahim Ayew 54' Matthew Amoah 85' | wissels      | 67' Victor Obinna 70' Yakubu Ayegbeni 80' Chidi Odiah |
| Draman Haminu 44' Anthony Annan 56' Samuel Inkoom 85' Richard Kingson 90'                                                                                              | gele kaarten | 37' Ayila Yussuf |

GFA · A-internationals · Selecties ·  Bondscoaches · Ghanees vrouwenelftal · Ghana U21 · Ghana U20 · Ghana U19 · Ghana U18 · Ghana U17
1950 – 1959 ·
1960 – 1969 ·
1970 – 1979 ·
1980 – 1989 ·
1990 – 1999 ·
2000 – 2009 ·
2010 – 2019 ·
2020 − 2029
WK 2006 ·
WK 2010 · 
WK 2014
OS 1964 · 
OS 1968 · 
OS 1972 · 
OS 1976 · 
OS 1992 · 
OS 1996 ·
OS 2004
1950 · 
1951 · 
1952 · 
1953 · 
1954 · 
1955 · 
1956 · 
1957 · 
1958 · 
1959 · 
1960 · 
1961 · 
1962 · 
1963 · 
1964 · 
1965 · 
1966 · 
1967 · 
1968 · 
1969 · 
1970 · 
1971 · 
1972 · 
1973 · 
1974 · 
1975 · 
1976 · 
1977 · 
1978 · 
1979 · 
1980 · 
1981 · 
1982 · 
1983 · 
1984 · 
1985 · 
1986 · 
1987 · 
1988 · 
1989 · 
1990 · 
1991 · 
1992 · 
1993 · 
1994 · 
1995 · 
1996 · 
1997 · 
1998 · 
1999 · 
2000 · 
2001 · 
2002 · 
2003 · 
2004 · 
2005 · 
2006 · 
2007 · 
2008 · 
2009 · 
2010 · 
2011 · 
2012 · 
2013 ·
2014 ·
2015 ·
2016 ·
2017 ·
2018 ·
2019 ·
2020 ·
2021 ·
2022 ·
2023
Algerije ·
Angola ·
Argentinië ·
Australië ·
Benin ·
Bosnië en Herzegovina ·
Botswana ·
Brazilië ·
Burkina Faso ·
Burundi ·
Canada ·
Centraal-Afrikaanse Republiek ·
Chili ·
China ·
Comoren ·
Congo-Brazzaville ·
Congo-Kinshasa ·
Cuba ·
DDR ·
Denemarken ·
Duitsland ·
Egypte ·
Engeland ·
Equatoriaal-Guinea ·
Eritrea ·
Ethiopië ·
Gabon ·
Gambia ·
Griekenland ·
Guinee ·
Guinee-Bissau ·
IJsland ·
India ·
Indonesië ·
Irak ·
Iran ·
Italië ·
Ivoorkust ·
Jamaica ·
Japan ·
Joegoslavië ·
Kaapverdië ·
Kameroen ·
Kenia ·
Lesotho ·
Letland ·
Liberia ·
Libië ·
Madagaskar ·
Malawi ·
Maleisië ·
Mali ·
Marokko ·
Mauritius ·
Mexico ·
Montenegro · 
Mozambique ·
Namibië ·
Nederland ·
Nicaragua ·
Nieuw-Zeeland ·
Niger ·
Nigeria ·
Noorwegen ·
Oeganda ·
Oostenrijk ·
Portugal ·
Qatar ·
Rusland ·
Rwanda ·
Saoedi-Arabië ·
Sao Tomé en Principe ·
Senegal ·
Servië ·
Sierra Leone ·
Singapore ·
Slovenië ·
Soedan ·
Somalië ·
Swaziland ·
Tanzania ·
Thailand ·
Togo ·
Tsjaad ·
Tsjechië ·
Tunesië ·
Turkije ·
Uruguay ·
Verenigde Staten ·
Zambia ·
Zimbabwe ·
Zuid-Afrika ·
Zuid-Korea ·
Zwitserland
Brazilië (2006) · 
Duitsland (2014) ·
Italië (2006) · 
Ivoorkust (2015) · 
Portugal (2014) ·
Servië (2010) · 
Tsjechië (2006) · 
Verenigde Staten (2006) · 
Verenigde Staten (2014)
NFA · A-internationals · Selecties · Bondscoaches · Statistieken · Nigeriaans vrouwenelftal · Olympisch elftal · Nigeria U21 · Nigeria U20 · Nigeria U19 · Nigeria U18 · Nigeria U17
1950 – 1959 · 
1960 – 1969 · 
1970 – 1979 · 
1980 – 1989 · 
1990 – 1999 · 
2000 – 2009 · 
2010 – 2019 ·
2020 − 2029
CC 1995 · 
CC 2013
WK 1994 · 
WK 1998 · 
WK 2002 · 
WK 2010 · 
WK 2014 · 
WK 2018
OS 1968 · 
OS 1980 · 
OS 1988 · 
OS 1996 · 
OS 2000 · 
OS 2008 · 
OS 2016
1949 · 
1950 · 1951 · 1952 · 1953 · 1954 · 
1955 · 
1956 · 
1957 · 
1958 · 
1959 · 
1960 · 
1961 · 
1962 · 
1963 · 
1964 · 
1965 · 
1966 · 
1967 · 
1968 · 
1969 · 
1970 · 
1971 · 
1972 · 
1973 · 
1974 · 
1975 · 
1976 · 
1977 · 
1978 · 
1979 · 
1980 · 
1981 · 
1982 · 
1983 · 
1984 · 
1985 · 
1986 · 
1987 · 
1988 · 
1989 · 
1990 · 
1991 · 
1992 · 
1993 · 
1994 · 
1995 · 
1996 · 
1997 · 
1998 · 
1999 · 
2000 · 
2001 · 
2002 · 
2003 · 
2004 · 
2005 · 
2006 · 
2007 · 
2008 · 
2009 · 
2010 · 
2011 · 
2012 · 
2013 · 
2014 ·
2015 ·
2016 ·
2017 ·
2018 ·
2019 ·
2020 ·
2021 ·
2022
Algerije ·
Angola ·
Argentinië ·
Australië ·
Benin ·
Bosnië en Herzegovina ·
Botswana ·
Brazilië ·
Bulgarije ·
Burkina Faso ·
Burundi ·
Canada ·
Centraal-Afrikaanse Republiek ·
Colombia ·
Congo-Brazzaville ·
Congo-Kinshasa ·
Costa Rica ·
Denemarken ·
Duitsland ·
Ecuador ·
Egypte ·
Engeland ·
Equatoriaal-Guinea ·
Eritrea ·
Ethiopië ·
Frankrijk ·
Gabon ·
Gambia ·
Georgië ·
Ghana ·
Griekenland ·
Guinee ·
Guinee-Bissau ·
Ierland ·
IJsland ·
Indonesië ·
Iran ·
Italië ·
Ivoorkust ·
Jamaica ·
Japan ·
Joegoslavië ·
Jordanië ·
Kaapverdië · 
Kameroen ·
Kenia ·
Kroatië ·
Lesotho ·
Liberia ·
Libië ·
Luxemburg ·
Madagaskar ·
Malawi ·
Mali ·
Marokko ·
Mexico ·
Mozambique ·
Namibië ·
Nederland ·
Niger ·
Noord-Korea ·
Noord-Macedonië ·
Noorwegen ·
Oeganda ·
Oekraïne ·
Oezbekistan ·
Oostenrijk ·
Paraguay ·
Peru ·
Polen ·
Portugal ·
Roemenië ·
Rwanda ·
Saoedi-Arabië ·
Sao Tomé en Principe ·
Schotland ·
Senegal ·
Servië ·
Seychellen ·
Sierra Leone ·
Soedan ·
Spanje ·
Swaziland ·
Tahiti ·
Tanzania ·
Thailand ·
Togo ·
Tsjaad ·
Tsjechië ·
Tunesië ·
Uruguay ·
Venezuela ·
Verenigde Staten ·
Zambia ·
Zimbabwe ·
Zuid-Afrika ·
Zuid-Korea ·
Zweden ·
Zwitserland
Argentinië (2010) ·
Argentinië (2014) ·
Argentinië (2018) ·
Bosnië en Herzegovina (2014) ·
Burkina Faso (2013) ·
Frankrijk (2014) ·
Iran (2014) ·
IJsland (2018) ·
Kroatië (2018) ·
Zuid-Korea (2010)